# Makea Pori
Pori Makea ou Makea Pori est le souverain coutumier de la vaka (tribu) de Teauotonga (Rarotonga) de 1823 à 1839 ; il succède à son père Tinirau Makea. La plus ancienne évocation écrite de Makea Pori remonte aux années 1815-1816 et son rôle dans la longue guerre qui opposa Takitumu à Teauotonga. Selon le récit de Maretu, il semble qu’il fut à l’origine du conflit, ayant décidé de s’emparer de la veuve de Manavaroa, un mataiapo (chef de district) de Ngatangiia, que convoitait également Kainuku Tamoko Ariki. S’ensuivit une série de violences obligeant Pori Makea, son père Tinirau Makea et les leurs à trouver refuge à l’ouest de l’île chez leur allié Tinomana Enuarurutini, sur les hauteurs de Puaikura. Leur exil devait durer sept années puisque ce n’est qu’en 1822 ou 1823 et après de longues palabres que Pori Makea fut autorisé par Pa et Kainuku ariki à rentrer à Avarua. Il fut intronisé cette même année, ariki sur le marae Vaerota au koutu de Kainuku, en remplacement de son père Makea Tinirau resté à Puaikura.

## Biographie
Il est probable que Pori Makea est né dans les années 1780 ou 1790 : il n’existe aucune source écrite sur ce sujet ou plus globalement sur sa jeunesse. Quoi qu'il en soit, il est l’ariki en titre en 1823, lors du premier passage du missionnaire de la London Missionary Society : John Williams. Pori Makea fait bon accueil à l’adjoint de Williams, Papehia, un Raiatéan évangélisé, chargé de convertir les Rarotongiens. Acceptant de détruire les marae (lieux sacrés de conseils) et les tiki (effigies des divinités polynésiennes) de sa tribu, Pori Makea reçoit le baptême en 1825, lors du passage sur l’île du révérend Robert Bourne. Il semble néanmoins que ses convictions chrétiennes étaient davantage dues à sa perception lucide des rapports de force entre autochtones et Européens qu’aux exigences très strictes des missionnaires. En 1828, le révérend Aaron Buzacott qui vient de prendre en charge la mission d’Avarua constate : « Lorsque nous arrivâmes à Rarotonga au début de l'année 1828, Pori Makea et les siens s’étaient certes déjà convertis au christianisme, mais en devenant plus familier de leur caractère privé, il m’apparut nettement qu’en dépit du respect régulier des obligations les plus visibles de leurs devoirs religieux, très peu d’entre eux avaient abandonné leurs pratiques païennes, particulièrement celles qui ont trait aux comportements licencieux. Pori Makea qui avait pourtant promis d’abandonner toutes ses femmes à l’exception d’une seule, continuait en réalité d’en fréquenter autant, voire plus encore qu’à l’époque où il était païen ».
Quelques mois plus tard, Pori Makea fait un voyage à Tahiti alors que les îles de la Société connaissent un mouvement de remise en cause de l’ordre missionnaire au travers du mouvement syncrétique connu sous le nom de mamaïa : « En mars 1828, Pori Makea et sa femme accompagnèrent M. Williams dans l’archipel des Australes et de la Société. Ce voyage accrut considérablement sa connaissance des autres pays. Sur place, il fut traité avec grand respect. Des dons lui furent offerts par les chefs et les indigènes des îles visités. À son retour après trois mois, il avait considérablement accru ses richesses, rapportant avec lui de nombreux vêtements mais également des outils. Malheureusement, il devint très vite évident que cette abondance matérielle l’avait appauvri sur le plan spirituel : il devint encore plus hautain qu’auparavant et commença à traiter les missionnaires avec dédain et froideur. Cela nous surprit de sa part, lui qui avait été depuis toujours l’ami des missionnaires. Nous apprîmes finalement que cela était la conséquence de conseils que lui avaient prodigués des personnages importants de Tahiti et Raiatea. Après quelques franches explications, il redevint néanmoins au bout de quelques semaines aussi amical et respectueux qu’auparavant ».  
Ce n’est qu’en 1835, ayant appris à lire et à écrire, que Pori Makea cède définitivement aux missionnaires, acceptant de devenir membre de l’Église en recevant la communion. Cette conversion définitive ne se fit pas néanmoins sans difficulté puisqu’il échappa de peu en 1833 avec les autres ariki à un complot des mataiapo hostiles à la nouvelle religion. En mai 1839, Pori Makea tombe malade : « Environ dix ou douze jours avant de s’éteindre, il se leva tôt pensant être samedi matin, prit son petit panier de livres et marcha jusqu’à la chapelle toute proche. Il s’y assit et attendit quelques instants, se demandant pourquoi la population n’était pas présente pour le service du Sabbat. Il fut également surpris de voir s’agiter autour de lui des femmes munies de balais et de seaux d’eau qui nettoyaient la chapelle. Il commença à les réprimander pour leur profanation avant d’être informé de son erreur. Il reprit alors son petit panier de livres et rentra chez lui. Ce fut le premier signe du delirium qui peu à peu le gagna. Après cet incident, il se mit à parler tout seul, mais il nous fut d’un grand réconfort de constater qu’il ne s’agissait que de sujets strictement religieux ». Il meurt le 28 octobre 1839 et est enterré à Avarua près de la chapelle. Sa tombe est toujours visible. Son fils David Makea lui succède comme ariki.